# Anaïs Allard-Rousseau
Pour les articles homonymes, voir Allard et Rousseau.
Anaïs Allard-Rousseau, née dans le quartier de Sainte-Monique de Nicolet (Québec, Canada) le 31 octobre 1904 et morte à Fort-de-France (Martinique) le 15 février 1971, est une personnalité québécoise de Trois-Rivières. Elle fut la conjointe d'Arthur Rousseau, maire de Trois-Rivières de 1941 à 1949.
Le fonds d'archives d'Anaïs Allard-Rousseau est conservé au centre d'archives de Trois-Rivières de Bibliothèque et Archives nationales du Québec.
Elle est cofondatrice des Jeunesses musicales du Canada. En 1969 elle fut décorée officier de l'ordre du Canada.
La salle de spectacle de la Maison de la Culture de Trois-Rivières porte son nom depuis le 29 mars 1971.